# Combate de la isla Celebroña
El Combate de la Isla Celebroña fue un enfrentamiento de la Guerra de las Malvinas, que ocurrió el 1 de mayo de 1982 y se convirtió en el primer combate aeronaval en las Islas Malvinas.

## Desarrollo
El 1 de mayo el ARA Forest de la Armada Argentina (originalmente requisado a la Falkland Islands Company) y el guardacostas Islas Malvinas de la Prefectura Naval Argentina se hallaban fondeados en la caleta Riñón (en la isla Soledad) frente a la isla Celebroña, en aguas de la bahía de la Anunciación, cubriendo una guardia de vigía radar. Estaban refugiados esperando el ingreso a la rada de Puerto Argentino, ya que habían sido notificados del bombardeo de la aviación británica a la capital isleña.
Por la tarde, pasadas las 16:00 (UTC-3), un helicóptero Lynx HAS.2 británico, matrícula ZX736 y tripulado por el Capitán de Corbeta Burrows, perteneciente a la fragata HMS Alacrity atacó con fuego de ametralladora al Forrest a 400 metros de distancia, produciendo daños menores en la banda de babor. El capitán había ordenado alistar a la tripulación, que sólo contaba con 13 fusiles FAL.
El helicóptero luego se dirigió al Islas Malvinas que estaba a unos cien metros del Forrest. El guardacostas contestó el fuego británico con sus dos ametralladoras de 12,7 mm. Sin embargo, luego de los primeros disparos, sus piezas se trabaron. Uno de los hombres de la tripulación (el Cabo Segundo Antonio Grigolato) resultó con heridas graves y el buque sufrió averías generales sobre la banda de babor, con daños los escapes de las máquinas principales. El guardacostas decidió partir hacia Puerto Argentino.
Cuando el helicóptero se aproximó a cien metros del Forrest, el buque disparó todos sus fusiles. El helicóptero, averiado con seis disparos, se retiró hacia la Bahía de la Anunciación y, tras ser perseguido por el buque argentino, huyó hacia la flota británica para ser reabastecido de combustible.

## Consecuencias
Tras el conflicto, el teniente de navío Rafael Gustavo Molini fue galardonado con la medalla La Nación Argentina al Valor en Combate por decreto 2.681/83 por su desempeño como comandante del Forrest durante la guerra de las Malvinas.

## Galería

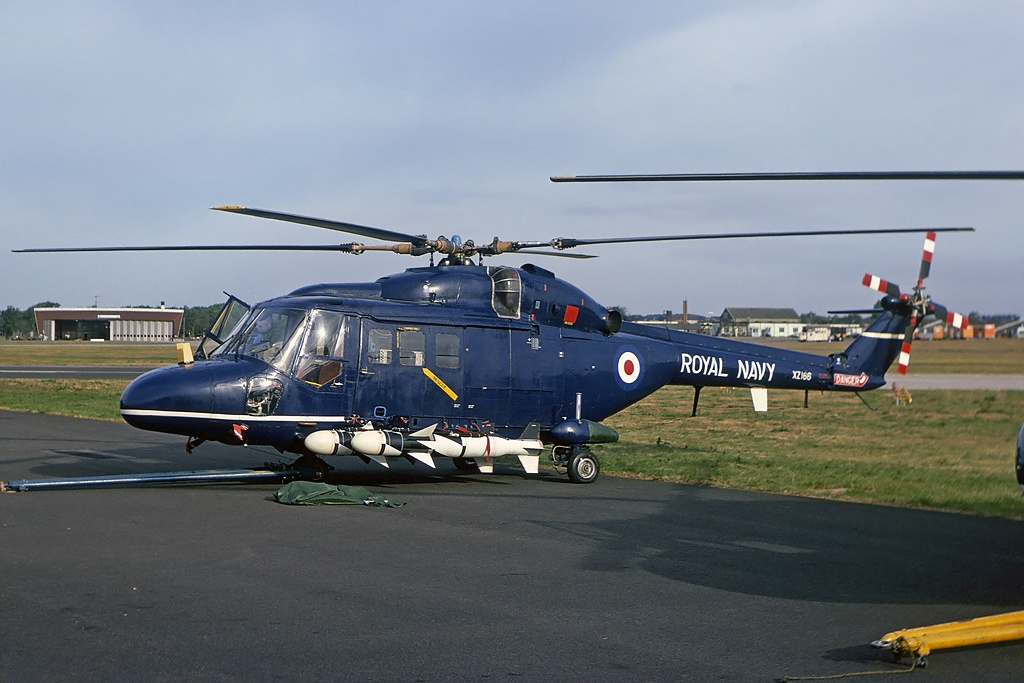
Un helicóptero Lynx HAS.2 de la Marina Real británica similar al utilizado en el combate.
M/N Forrest (imagen generada por IA)